# Arianna Dudine
Arianna Dudine (9 settembre 1976) è una calciatrice italiana, di ruolo centrocampista.

## Carriera

### Club
In oltre 25 anni di carriera ha giocato in tutte le serie del campionato italiano femminile di calcio, facendo il suo esordio in Serie A a 16 anni indossando la maglia del Milan 82 Salvarani. Dopo aver sospeso l'attività per 7 anni ritorna al calcio giocato tesserandosi con il Real Meda per la stagione 2016-2017, per trasferirsi al Biassono l'estate dopo per ricominciare, a oltre 40 anni, dalla Serie D.

## Palmarès
- Campionato italiano di Serie A2: 1

Vallassinese: 2002-2003
- Campionato italiano di Serie B: 2

Brescia: 2008-2009 (secondo livello)
Vallassinese: 2001-2002 (terzo livello)